# 蘇菲·維瓦雪
蘇菲·維瓦雪（英語：Sophie Vavasseur；1992年5月10日—），是一位愛爾蘭女演員和電視主持人，她因出演電影《艾芙琳》（2002年）裡的伊芙琳·杜爾尼（Evelyn Doyle）一角而聞名。此外，她也曾出演過《惡靈古堡2：啟示錄》的安吉拉·「安吉」·阿什福德（Angela "Angie" Ashford）一角。
2023年也在《愛的練習曲》飾演胡安妮塔（Juanita）一角。

## 簡介
蘇菲出生於都柏林，父親叫做克里斯多福·維瓦雪（Christopher Vavasseur）是一名水管工人，於2008年10月23日去世，母親叫做愛德琳娜·維瓦雪（Adrienne Vavasseur)，蘇菲·維瓦雪是他們的第四個孩子，她曾出演過電影和舞台劇，並拍攝過許多廣告和電視節目。至今為止，她已經出演了多部電影。